# Copa del Rey de 2024–25
A Copa del Rey de futebol de 2024–25 (denominada Copa del Rey MAPFRE por motivos de patrocínio), foi a 121º edição da competição nacional por eliminatórias do futebol espanhol. O vencedor ganha uma vaga na fase de liga da Liga Europa da UEFA de 2025–26. O campeão e vice-campeão ganham vaga na Supercopa da Espanha de 2025–26.
O Athletic Bilbao era o atual campeão, tendo vencido o Mallorca na final da edição anterior, mas foi eliminado nas oitavas de final pelo Osasuna.
A final foi realizada no Estádio de La Cartuja, em Sevilha, entre Barcelona e Real Madrid, em 26 de abril de 2025. O Barcelona saiu vitorioso por 3 a 2 na prorrogação, conquistando a Copa del Rey pela 32ª vez, um recorde.
Assim como em toda a Espanha, os horários das partidas até 26 de outubro de 2024 e a partir de 30 de março de 2025 são CEST (UTC+2). Os horários nos dias intermediários ("inverno") são CET (UTC+1). As partidas disputadas nas Ilhas Canárias usam o fuso horário WET (UTC±00:00).

## Calendário e formato
No verão de 2024, a RFEF divulgou o calendário da competição e confirmou que o formato da temporada anterior seria mantido.
| Fase             | Data do sorteio         | Data                       | Eliminados | Equipes   | Detalhes do formato |
| ---------------- | ----------------------- | -------------------------- | ---------- | --------- | --- |
| Fase preliminar  | 16 de setembro de 2024  | 9 de outubro de 2024       | 10         | 120 → 110 | Novas entradas: Os clubes se classificaram até a sexta divisão de 2023–24. Definição do adversário: As equipes se enfrentaram de acordo com critérios de proximidade. Mandante da partida: Sorte do sorteio. Torneio eliminatório type: Jogo único. |
| Primeira Fase    | 10 de outubro de 2024   | 29–31 de outubro de 2024   | 55         | 110 → 55  | Novas entradas: Todas as equipes qualificadas, exceto os quatro participantes da Supercopa da Espanha de 2024–25 e campeões da Primera Federación de 2023–24. Definição do adversário: Times das divisões mais baixas enfrentaram times da La Liga. Mandante da partida: As partidas eram disputadas em estádios de times de divisões inferiores. Tipo de torneio eliminatório: Jogo único. |
| Segunda fase     | 27 de novembro de 2024  | 3–5 de dezembro de 2024    | 28         | 56 → 28   | Novas entradas: Campeões da Primera Federación de 2023-24 entram nessa fase. Definição do adversário: Times das divisões mais baixas enfrentaram times da La Liga. Mandante da partida: As partidas eram disputadas em estádios de times de divisões inferiores. Tipo de torneio eliminatório Jogo único.                                                                                   |
| 16-avos de final | 9 de dezembro de 2024   | 3–7 de janeiro de 2025     | 16         | 32 → 16   | Novas entradas: Os clubes participantes da Supercopa da Espanha de 2024–25 entraram nesta fase. Definição do adversário: Times das divisões mais baixas enfrentaram times da La Liga. Mandante da partida: As partidas eram disputadas em estádios de times de divisões inferiores. Tipo de torneio eliminatório: Jogo único.                                                               |
| Oitavas de final | 8 de janeiro de 2025    | 14–16 de janeiro de 2025   | 8          | 16 → 8    | Definção do adversário: Times das divisões mais baixas enfrentam times da La Liga. Mandante da partida: As partidas eram disputadas em estádios de times de divisões inferiores. Tipo de torneio eliminatório: Jogo único. |
| Quartas de final | 20 de janeiro de 2025   | 4–6 de fevereiro de 2025   | 4          | 8 → 4     | Definição do adversário: Sorteio. As partidas são disputadas nos estádios de times de divisões inferiores. Tipo de torneio eliminatório: Jogo único. |
| Semifinais       | 12 de fevereiro de 2025 | 25–26 de fevereiro de 2025 | 2          | 4 → 2     | Definição do adversário: Sorteio. Mandante da partida: Sorteio. Tipo de torneio eliminatório: Sistema de ida e volta. |
| Semifinais       | 12 de fevereiro de 2025 | 1–2 de abril de 2025       | 2          | 4 → 2     | Definição do adversário: Sorteio. Mandante da partida: Sorteio. Tipo de torneio eliminatório: Sistema de ida e volta. |
| Final            | 12 de fevereiro de 2025 | 26 de abril de 2025        | 1          | 2 → 1     | Jogo único no Estádio de La Cartuja, Sevilha. Ambas as equipes se classificam para a Supercopa da Espanha de 2025–26 Qualificação para a Liga Europa da UEFA: campeão se classificará para a fase de liga da Liga Europa da UEFA de 2025–26. |

Notas
- Os jogos que terminam empatados são decididos na prorrogação e, se o placar permanecer empatado, nos pênaltis.

## Participantes
As seguintes equipes se classificaram para a competição. Equipes reservas não poderão participar.
| La Liga Todos os 20 times da La Liga de 2023–24 | Segunda División Todas as 21 equipes não-reservas da Segunda Divisão Espanhola de 2023–24 | Primera Federación As cinco melhores equipes não reservas de cada grupo da Primera Federación de 2023–24                        | Segunda Federación Os cinco melhores times não reservas dos cinco grupos da Segunda Federación de 2023–24 | Tercera Federación As melhores equipas não reservas mais os sete melhores segundos classificados não reservas de cada um dos dezoito grupos da Tercera Federación de 2023–24 | Copa Federación Os quatro semifinalistas da Copa Federación de 2024 | Ligas regionais As melhores equipas não promovidas dos vinte grupos das Divisões Regionais de Futebol 2023–24 |
| - Alavés - Almería - Athletic BilbaoC - Atlético Madrid - Barcelona - Cádiz - Celta Vigo - Getafe - Girona - Granada - Las Palmas - Mallorca - Osasuna - Rayo Vallecano - Real Betis - Real Madrid - Real Sociedad - Sevilla - Valencia - Villarreal | - Albacete - Alcorcón - Amorebieta - Andorra - Burgos - Cartagena - Eibar - Elche - Eldense - Espanyol - Huesca - Leganés - Levante - Mirandés - Oviedo - Racing Ferrol - Racing Santander - Sporting Gijón - Tenerife - Valladolid - Zaragoza | - Castellón - Ceuta - Córdoba - Cultural Leonesa - Deportivo La Coruña - Gimnàstic - Ibiza - Málaga - Ponferradina - Unionistas | - Águilas - Atlético Paso - Badalona Futur - Barakaldo - Barbastro - Cacereño - Estepona - Europa - Gimnástica Segoviana - Guijuelo - Hércules - Langreo - Lleida - UD Logroñés - Marbella - Numancia - Orihuela - Ourense CF - Pontevedra - SS Reyes - Sant Andreu - Tudelano - Utebo - Yeclano - Zamora | - Alfaro - Ávila - Beasain - Bergantiños - Ciudad de Lucena - Conquense - Coria - Cortes - Cuarte - Don Benito - Ejea - Escobedo - Ibiza Islas Pitiusas - Jaén - Jove Español - Juventud Torremolinos - L'Hospitalet - Lanzarote - Laredo - Llanera - Minera - Móstoles URJC - Olot - Salamanca - Xerez | - Compostela - Extremadura - Las Rozas - Poblense                   | - Astur - Aurrerá de Vitoria - Baztán - Ceuta 6 de Junio - Chiclana - Dolorense - Gévora - Manises - Melilla CD - Ontiñena - Playas de Sotavento - Parla Escuela - Promesas EDF - San Pedro - San Tirso - Selaya - Sonseca - Sporting de Mahón - Vic - Villamuriel |

## Fase preliminar

### Sorteio
As equipes foram divididas em quatro grupos de acordo com critérios geográficos.
| Grupo 1                                                                        | Grupo 2                                       | Grupo 3                                                                      | Grupo 4                                                  |
| ------------------------------------------------------------------------------ | --------------------------------------------- | ---------------------------------------------------------------------------- | -------------------------------------------------------- |
| - Astur - Aurrerá de Vitoria - Promesas EDF - San Tirso - Selaya - Villamuriel | - Baztán - Ontiñena - Sporting de Mahón - Vic | - Ceuta 6 de Junio - Chiclana - Dolorense - Manises - Melilla CD - San Pedro | - Gévora - Playas de Sotavento - Parla Escuela - Sonseca |

### Partidas
| Jogo | Equipe 1    | Placar          | Equipe 2            |
| ---- | ----------- | --------------- | ------------------- |
| 1    | San Tirso   | 1 – 1 (5–3 pen) | Selaya              |
| 2    | Sonseca     | 0 – 1           | Parla Escuela       |
| 3    | Astur       | 2 – 0           | Promesas EDF        |
| 4    | Baztán      | 1 – 1 (2–4 pen) | Ontiñena            |
| 5    | San Pedro   | 4 – 2           | Ceuta 6 de Junio    |
| 6    | Villamuriel | 1 – 0           | Aurrerá de Vitoria  |
| 7    | Dolorense   | 1 – 3           | Manises             |
| 8    | Vic         | 4 – 0           | Sporting de Mahón   |
| 9    | Gévora      | 1 – 1 (4–2 pen) | Playas de Sotavento |
| 10   | Chiclana    | 4 – 0           | Melilla             |

## Primeira fase
A primeira fase foi disputada por 110 das 115 equipes classificadas, com exceção dos quatro participantes da Supercopa da Espanha de 2024–25 e dos campeões da Primera RFEF. Os dez vencedores da fase preliminar anterior foram pareados com dez times da La Liga. Os quatro semifinalistas da Copa Federación foram sorteados com os outros quatro times da La Liga, e os dois últimos times da La Liga foram sorteados com dois times da Tercera RFEF. Seis equipes da Tercera RFEF foram pareadas com seis equipes da Segunda Divisão. Quinze times da Segunda RFEF foram pareados com quinze times da Segunda Divisão. Depois, dezesseis times da Segunda RFEF foram pareados com dezesseis times da Primera RFEF. Por fim, quatro equipes da Segunda RFEF foram pareadas entre si.
Um total de 55 partidas foram disputadas entre 29 de outubro e 26 de novembro de 2024.

### Sorteio
O sorteio da primeira rodada foi realizado em 10 de outubro de 2024. As equipes foram divididas em sete potes.
| Pote 1 16 times da La Liga | Pote 2 21 times da Segunda Divisão | Pote 3 16 times da Primera Federación | Pote 4 35 times da Segunda Federación | Pote 5 8 times da Tercera Federación                                                            | Pote 6 4 equipes se classificaram através da Copa Federación | Pote 7 10 vencedores da fase preliminar                                                                      |
| - Alavés - Atlético Madrid - Celta Vigo - Espanyol - Getafe - Girona - Las Palmas - Leganés - Osasuna - Rayo Vallecano - Real Betis - Real Sociedad - Sevilla - Valencia - Valladolid - Villarreal | - Albacete - Almería - Burgos - Cádiz - Cartagena - Castellón - Córdoba - Eibar - Elche - Eldense - Granada - Huesca - Levante - Málaga - Mirandés - Oviedo - Racing Ferrol - Racing Santander - Sporting Gijón - Tenerife - Zaragoza | - Alcorcón - Amorebieta - Andorra - Barakaldo - Ceuta - Cultural Leonesa - Gimnàstic - Gimnástica Segoviana - Hércules - Ibiza - Marbella - Ourense CF - Ponferradina - Unionistas - Yeclano - Zamora | - Águilas - Alfaro - Atlético Paso - Ávila - Badalona Futur - Barbastro - Bergantiños - Cacereño - Conquense - Coria - Don Benito - Ejea - Escobedo - Estepona - Europa - Guijuelo - Ibiza Islas Pitiusas - Juventud Torremolinos - Langreo - Laredo - Llanera - Lleida - UD Logroñés - Minera - Móstoles URJC - Numancia - Olot - Orihuela - Pontevedra - SS Reyes - Sant Andreu - Salamanca - Tudelano - Utebo - Xerez | - Beasain - Ciudad de Lucena - Cortes - Cuarte - Jaén - Jove Español - L'Hospitalet - Lanzarote | - Compostela - Extremadura - Las Rozas - Poblense            | - Astur - Chiclana - Gévora - Manises - Parla Escuela - Ontiñena - San Pedro - San Tirso - Vic - Villamuriel |

### Partidas
| Jogo | Equipe 1              | Placar          | Equipe 2             |
| ---- | --------------------- | --------------- | -------------------- |
| 11   | Villamuriel           | 0 – 5           | Rayo Vallecano       |
| 12   | Compostela            | 0 – 1           | Alavés               |
| 13   | Lanzarote             | 3 – 4           | Racing Santander     |
| 14   | Guijuelo              | 1 – 2           | Ourense              |
| 15   | Astur                 | 1 – 4           | Valladolid           |
| 16   | Poblense              | 1 – 6           | Villarreal           |
| 17   | Jaén                  | 0 – 3           | Cádiz                |
| 18   | L'Hospitalet          | 1 – 5           | Zaragoza             |
| 19   | Europa                | 2 – 1           | Albacete             |
| 20   | Las Rozas             | 0 – 3           | Sevilla              |
| 21   | Ciudad de Lucena      | 1 – 2           | Leganés              |
| 22   | Olot                  | 1 – 1 (4–3 pen) | Córdoba              |
| 23   | Ibiza Islas Pitiusas  | 1 – 2           | Gimnàstic            |
| 24   | Beasain               | 0 – 1           | Cartagena            |
| 25   | Móstoles URJC         | 2 – 5           | Burgos               |
| 26   | Bergantiños           | 1 – 2           | Marbella             |
| 27   | Langreo               | 1 – 2           | Orihuela             |
| 28   | Cortes                | 0 – 2           | Granada              |
| 29   | Sant Andreu           | 2 – 1           | Mirandés             |
| 30   | Badalona Futur        | 0 – 2           | Huesca               |
| 31   | Logroñés              | 1 – 0           | Eibar                |
| 32   | Numancia              | 0 – 1           | Sporting de Gijón    |
| 33   | Utebo                 | 0 – 4           | Unionistas           |
| 34   | Laredo                | 0 – 6           | Yeclano              |
| 35   | Juventud Torremolinos | 1 – 2           | Marbella             |
| 36   | Escobedo              | 0 – 0 (4–5 pen) | Ponferradina         |
| 37   | Lleida                | 1 – 3           | Barakaldo            |
| 38   | Salamanca             | 1 – 0           | Alcorcón             |
| 39   | Atlético Paso         | 0 – 1           | Eldense              |
| 40   | Coria                 | 0 – 3           | Elche                |
| 41   | Cacereño              | 2 – 1           | Gimnástica Segoviana |
| 42   | Conquense             | 1 – 0           | Ibiza                |
| 43   | San Pedro             | 1 – 5           | Celta de Vigo        |
| 44   | Extremadura           | 0 – 4           | Girona               |
| 45   | SS Reyes              | 1 – 2           | Almería              |
| 46   | Águilas               | 0 – 1           | Castellón            |
| 47   | Vic                   | 0 – 2           | Atlético de Madrid   |
| 48   | San Tirso             | 0 – 4           | Espanyol             |
| 49   | Barbastro             | 4 – 0           | Amorebieta           |
| 50   | Ávila                 | 0 – 0 (3–0 pen) | Real Oviedo          |
| 51   | Tudelano              | 0 – 5           | Minera               |
| 52   | Don Benito            | 1 – 2           | Andorra              |
| 53   | Gévora                | 1 – 6           | Betis                |
| 54   | Ontiñena              | 0 – 7           | Las Palmas           |
| 55   | Cuarte                | 1 – 3           | Racing Ferrol        |
| 56   | Estepona              | 3 – 2           | Málaga               |
| 57   | Alfaro                | 0 – 2           | Tenerife             |
| 58   | Llanera               | 0 – 2           | Cultural Leonesa     |
| 59   | Chiclana              | 0 – 5           | Osasuna              |
| 60   | Xerez                 | 0 – 1           | Ceuta                |
| 61   | Ejea                  | 1 – 0           | Hércules             |
| 62   | Pontevedra            | 4 – 1           | Levante              |
| 63   | Jove Español          | 0 – 5           | Real Sociedad        |
| 64   | Parla Escuela         | 0 – 1           | Valencia             |
| 65   | Manises               | 0 – 3           | Getafe               |

## Segunda Fase
A segunda fase foi disputada por 56 equipes, com os quatro participantes da Supercopa da Espanha de 2024–25 tendo folga. O campeão da Primera RFEF, Deportivo La Coruña, entrou nesta rodada. Quatorze times da Segunda Federación formaram pares com quatorze times da La Liga. Duas equipes da Primera Federación foram pareadas com as duas equipes restantes da La Liga. Nove equipes da Primeira Federação foram pareadas com nove equipes da Segunda Divisão. Os seis times restantes da Segunda Divisão foram pareados entre si.
Um total de 28 partidas foram disputadas entre 3 e 5 de dezembro de 2024.

### Sorteio
O sorteio para a segunda rodada foi realizado em 27 de novembro de 2024. As equipes foram divididas em quatro potes.
| Pote 1 16 times de La Liga | Pot2 2 15 times da Segunda Divisão Espanhola de 2024–25 | Pote 3 11 times da Primera Federación                                                                                               | Pote 4 14 times da Segunda Federación |
| - Atlético Madrid - Alavés - Celta Vigo - Espanyol - Getafe - Girona - Las Palmas - Leganés - Osasuna - Rayo Vallecano - Real Betis - Real Sociedad - Sevilla - Valencia - Valladolid - Villarreal | - Almería - Burgos - Cádiz - Cartagena - Castellón - Deportivo La Coruña - Elche - Eldense - Granada - Huesca - Racing Ferrol - Racing Santander - Sporting Gijón - Tenerife - Zaragoza | - Andorra - Barakaldo - Ceuta - Cultural Leonesa - Gimnàstic - Marbella - Ourense CF - Ponferradina - Unionistas - Yeclano - Zamora | - Ávila - Barbastro - Cacereño - Conquense - Ejea - Estepona - Europa - UD Logroñés - Minera - Olot - Orihuela - Pontevedra - Salamanca - Sant Andreu |

### Partidas
| Jogo | Equipe 1         | Placar          | Equipe 2            |
| ---- | ---------------- | --------------- | ------------------- |
| 66   | Ávila            | 2 – 4           | Valladolid          |
| 67   | Yeclano          | 0 – 1           | Elche               |
| 68   | Barbastro        | 2 – 0           | Espanyol            |
| 69   | Salamanca        | 0 – 7           | Celta de Vigo       |
| 70   | Zaragoza         | 2 – 2 (4–5 pen) | Granada             |
| 71   | Europa           | 1 – 2           | Las Palmas          |
| 72   | Sant Andreu      | 1 – 3           | Betis               |
| 73   | Unionistas       | 2 – 3           | Rayo Vallecano      |
| 74   | Gimnàstic        | 0 – 1           | Huesca              |
| 75   | Ourense          | 1 – 0           | Deportivo La Coruña |
| 76   | Cultural Leonesa | 1 – 2           | Almería             |
| 77   | Cádiz            | 0 – 1           | Eldense             |
| 78   | Racing Santander | 1 – 0           | Sporting de Gijón   |
| 79   | Zamora           | 0 – 0 (1–3 pen) | Tenerife            |
| 80   | Logroñés         | 0 – 0 (4–3 pen) | Girona              |
| 81   | Pontevedra       | 1 – 0           | Villarreal          |
| 82   | Estepona         | 2 – 2 (4–5 pen) | Leganés             |
| 83   | Ejea             | 1 – 3           | Valencia            |
| 84   | Cacereño         | 1 – 3           | Atlético de Madrid  |
| 85   | Ceuta            | 2 – 3           | Osasuna             |
| 86   | Orihuela         | 0 – 0 (0–3 pen) | Getafe              |
| 87   | Barakaldo        | 1 – 2           | Racing Ferrol       |
| 88   | Andorra          | 0 – 1           | Cartagena           |
| 89   | Marbella         | 1 – 0           | Burgos              |
| 90   | Ponferradina     | 1 – 1 (4–3 pen) | Castellón           |
| 91   | Olot             | 1 – 3           | Sevilla             |
| 92   | Conquense        | 0 – 1           | Real Sociedad       |
| 93   | Minera           | 2 – 2 (4–2 pen) | Alavés              |

## 16-avos de final

### Sorteio
O sorteio dos 16-avos de final foi realizado em 9 de dezembro de 2024 na sede da RFEF em Las Rozas. As quatro equipes participantes da Supercopa da Espanha de 2024–25 foram sorteadas com as equipes da categoria mais baixa. Os times restantes das categorias mais baixas enfrentaram os demais times da La Liga. As partidas eram disputadas em estádios de times de classificação inferior.
Um total de 16 partidas foram disputadas entre 3 e 7 de janeiro de 2025.
| Pote 1 4 participantes da Supercopa da Espanha de 2024–25 | Pote 2 12 times da La Liga | Pote 3 9 times da Segunda Divisão                                                                        | Pote 4 3 times da Primera Federación   | Pot 5 4 times da Segunda Federación             |
| - Athletic Bilbao - Barcelona - Mallorca - Real Madrid    | - Atlético Madrid - Celta Vigo - Getafe - Las Palmas - Leganés - Osasuna - Rayo Vallecano - Real Betis - Real Sociedad - Sevilla - Valencia - Valladolid | - Almería - Cartagena - Elche - Eldense - Granada - Huesca - Racing Ferrol - Racing Santander - Tenerife | - Marbella - Ourense CF - Ponferradina | - Barbastro - UD Logroñés - Minera - Pontevedra |

### Partidas
| Jogo | Equipe 1         | Placar          | Equipe 2           |
| ---- | ---------------- | --------------- | ------------------ |
| 94   | Racing Ferrol    | 1 – 3           | Rayo Vallecano     |
| 95   | Granada          | 0 – 1           | Getafe             |
| 96   | Pontevedra       | 3 – 0           | Mallorca           |
| 97   | Huesca           | 0 – 1           | Betis              |
| 98   | Tenerife         | 1 – 2           | Osasuna            |
| 99   | Almería          | 4 – 1           | Sevilla            |
| 100  | Barbastro        | 0 – 4           | Barcelona          |
| 101  | Marbella         | 0 – 1           | Atlético de Madrid |
| 102  | Logroñés         | 0 – 0 (3–4 pen) | Athletic Bilbao    |
| 103  | Ourense          | 3 – 2           | Valladolid         |
| 104  | Elche            | 4 – 0           | Las Palmas         |
| 105  | Cartagena        | 1 – 2           | Leganés            |
| 106  | Ponferradina     | 0 – 2           | Real Sociedad      |
| 107  | Racing Santander | 2 – 3           | Celta de Vigo      |
| 108  | Minera           | 0 – 5           | Real Madrid        |
| 109  | Eldense          | 0 – 2           | Valencia           |

## Fase final

### Tabelão até a final
|  | Oitavas de final   | Oitavas de final   |   |                    | Quartas de final | Quartas de final |  |               | Semifinais | Semifinais | Semifinais | Semifinais |  |           | Final | Final |
|  |                    |                    |   |                    |                  |                  |  |               |            |            |            |            |  |           |       |       |
|  | Ourense            | 0                  |   |                    |                  |                  |  |               |            |            |            |            |  |           |       |       |
|  | Valencia           | 2                  |   |                    |                  |                  |  |               |            |            |            |            |  |           |       |       |
|  | Valencia           | 2                  |   | Atlético de Madrid | 5                |                  |  |               |            |            |            |            |  |           |       |       |
|  |                    |                    |   | Atlético de Madrid | 5                |                  |  |               |            |            |            |            |  |           |       |       |
|  |                    | Getafe             | 0 |                    |                  |                  |  |               |            |            |            |            |  |           |       |       |
|  | Almería            | Getafe             | 0 | 3                  |                  |                  |  |               |            |            |            |            |  |           |       |       |
|  | Almería            |                    |   | 3                  |                  |                  |  |               |            |            |            |            |  |           |       |       |
|  | Leganés            | 3                  |   |                    |                  |                  |  |               |            |            |            |            |  |           |       |       |
|  | Leganés            | 3                  |   |                    |                  |                  |  | Barcelona     | 4          | 1          | 5          |            |  |           |       |       |
|  |                    |                    |   |                    |                  |                  |  | Barcelona     | 4          | 1          | 5          |            |  |           |       |       |
|  |                    | Atlético de Madrid | 4 | 0                  | 4                |                  |  |               |            |            |            |            |  |           |       |       |
|  | Pontevedra         | Atlético de Madrid | 4 | 0                  | 4                | 0                |  |               |            |            |            |            |  |           |       |       |
|  | Pontevedra         |                    |   |                    |                  | 0                |  |               |            |            |            |            |  |           |       |       |
|  | Getafe             | 1                  |   |                    |                  |                  |  |               |            |            |            |            |  |           |       |       |
|  | Getafe             | 1                  |   | Leganés            | 2                |                  |  |               |            |            |            |            |  |           |       |       |
|  |                    |                    |   | Leganés            | 2                |                  |  |               |            |            |            |            |  |           |       |       |
|  |                    | Real Madrid        | 3 |                    |                  |                  |  |               |            |            |            |            |  |           |       |       |
|  | Barcelona          | Real Madrid        | 3 | 5                  |                  |                  |  |               |            |            |            |            |  |           |       |       |
|  | Barcelona          |                    |   | 5                  |                  |                  |  |               |            |            |            |            |  |           |       |       |
|  | Betis              | 1                  |   |                    |                  |                  |  |               |            |            |            |            |  |           |       |       |
|  | Betis              | 1                  |   |                    |                  |                  |  |               |            |            |            |            |  | Barcelona | 3     |       |
|  |                    |                    |   |                    |                  |                  |  |               |            |            |            |            |  | Barcelona | 3     |       |
|  |                    | Real Madrid        | 2 |                    |                  |                  |  |               |            |            |            |            |  |           |       |       |
|  | Elche              | Real Madrid        | 2 | 0                  |                  |                  |  |               |            |            |            |            |  |           |       |       |
|  | Elche              |                    |   | 0                  |                  |                  |  |               |            |            |            |            |  |           |       |       |
|  | Atlético de Madrid | 4                  |   |                    |                  |                  |  |               |            |            |            |            |  |           |       |       |
|  | Atlético de Madrid | 4                  |   | Real Sociedad      | 2                |                  |  |               |            |            |            |            |  |           |       |       |
|  |                    |                    |   | Real Sociedad      | 2                |                  |  |               |            |            |            |            |  |           |       |       |
|  |                    | Osasuna            | 0 |                    |                  |                  |  |               |            |            |            |            |  |           |       |       |
|  | Real Sociedad      | Osasuna            | 0 | 3                  |                  |                  |  |               |            |            |            |            |  |           |       |       |
|  | Real Sociedad      |                    |   | 3                  |                  |                  |  |               |            |            |            |            |  |           |       |       |
|  | Rayo Vallecano     | 1                  |   |                    |                  |                  |  |               |            |            |            |            |  |           |       |       |
|  | Rayo Vallecano     | 1                  |   |                    |                  |                  |  | Real Sociedad | 0          | 4          | 4          |            |  |           |       |       |
|  |                    |                    |   |                    |                  |                  |  | Real Sociedad | 0          | 4          | 4          |            |  |           |       |       |
|  |                    | Real Madrid        | 1 | 4                  | 5                |                  |  |               |            |            |            |            |  |           |       |       |
|  | Athletic Bilbao    | Real Madrid        | 1 | 4                  | 5                | 2                |  |               |            |            |            |            |  |           |       |       |
|  | Athletic Bilbao    |                    |   |                    |                  | 2                |  |               |            |            |            |            |  |           |       |       |
|  | Osasuna            | 3                  |   |                    |                  |                  |  |               |            |            |            |            |  |           |       |       |
|  | Osasuna            | 3                  |   | Valencia           | 0                |                  |  |               |            |            |            |            |  |           |       |       |
|  |                    |                    |   | Valencia           | 0                |                  |  |               |            |            |            |            |  |           |       |       |
|  |                    | Barcelona          | 5 |                    |                  |                  |  |               |            |            |            |            |  |           |       |       |
|  | Real Madrid        | Barcelona          | 5 | 5                  |                  |                  |  |               |            |            |            |            |  |           |       |       |
|  | Real Madrid        |                    |   | 5                  |                  |                  |  |               |            |            |            |            |  |           |       |       |
|  | Celta de Vigo      | 2                  |   |                    |                  |                  |  |               |            |            |            |            |  |           |       |       |

### Oitavas de final

#### Sorteio
O sorteio das oitavas de final foi realizado em 8 de janeiro de 2025 na sede da RFEF em Las Rozas. As equipes qualificadas foram divididas em quatro grupos com base em sua divisão na temporada 2024–25. Sempre que possível, as partidas eram disputadas nos estádios dos times de menor classificação; caso contrário, o primeiro time sorteado jogava em casa.
Um total de oito partidas foram disputadas entre 14 e 16 de janeiro de 2025.
| Pote 1 12 times da La Liga | Pote 2 2 times da Segunda División | Pote 3 1 time da Primera Federación | Pote 4 1 time da Segunda Federación |
| - Athletic Bilbao - Atlético Madrid - Barcelona - Celta Vigo - Getafe - Leganés - Osasuna - Rayo Vallecano - Real Betis - Real Madrid - Real Sociedad - Valencia | - Almería - Elche                  | - Ourense CF                        | - Pontevedra                        |

#### Partidas
| Jogo | Equipe 1        | Placar | Equipe 2           |
| ---- | --------------- | ------ | ------------------ |
| 110  | Ourense         | 0 – 2  | Valencia           |
| 111  | Almería         | 2 – 3  | Leganés            |
| 112  | Pontevedra      | 0 – 1  | Getafe             |
| 113  | Barcelona       | 5 – 1  | Betis              |
| 114  | Elche           | 0 – 4  | Atlético de Madrid |
| 115  | Real Sociedad   | 3 – 1  | Rayo Vallecano     |
| 116  | Athletic Bilbao | 2 – 3  | Osasuna            |
| 117  | Real Madrid     | 5 – 2  | Celta de Vigo      |

### Quartas de final

#### Sorteio
O sorteio das quartas de final foi realizado em 20 de janeiro de 2025 na sede da RFEF em Las Rozas. Como não havia mais times das divisões inferiores, os times da casa foram determinados por sorteio.
Um total de quatro partidas foram disputadas entre 4 e 6 de fevereiro de 2025.
| Pote 1 8 times de La Liga                                                                           |
| - Atlético Madrid - Barcelona - Getafe - Leganés - Osasuna - Real Madrid - Real Sociedad - Valencia |

#### Partidas
| Jogo | Equipe 1           | Placar | Equipe 2    |
| ---- | ------------------ | ------ | ----------- |
| 118  | Atlético de Madrid | 5 – 0  | Getafe      |
| 119  | Leganés            | 2 – 3  | Real Madrid |
| 120  | Real Sociedad      | 2 – 0  | Osasuna     |
| 121  | Valencia           | 0 – 5  | Barcelona   |

### Semifinais

#### Sorteio
O sorteio para as semifinais foi realizado em 12 de fevereiro de 2025, na sede da RFEF em Las Rozas.
As partidas de ida foram disputadas em 25 e 26 de fevereiro, e as partidas de volta foram disputadas em 1 e 2 de abril de 2025.
| Times classificados 4 times de La Liga                      |
| - Atlético Madrid - Barcelona - Real Madrid - Real Sociedad |

#### Partidas
| Jogos   | Equipe 1      | Total | Equipe 2           | Jogo 1 | Jogo 2 |
| ------- | ------------- | ----- | ------------------ | ------ | ------ |
| 122/124 | Barcelona     | 5 – 4 | Atlético de Madrid | 4 – 4  | 1 – 0  |
| 123/125 | Real Sociedad | 4 – 5 | Real Madrid        | 0 – 1  | 4 – 4  |

### Final
| 26 de abril de 2025 | Barcelona                                  | 3 – 2     | Real Madrid                 | La Cartuja, Sevilha                   |
| 22:00 (UTC+2)       | Pedri 28' · Torres 84' · Jules Koundé 116' | Relatório | 70' Mbappé · 77' Tchouaméni | Árbitro: Ricardo de Burgos Bengoetxea |

## Artilheiros
| Classificação | Jogador           | Clube            | Gols |
| ------------- | ----------------- | ---------------- | ---- |
| 1             | Ferran Torres     | Barcelona        | 6    |
| 2             | Julián Alvarez    | Atlético Madrid  | 5    |
| 2             | Endrick           | Real Madrid      | 5    |
| 4             | Ander Barrenetxea | Real Sociedad    | 4    |
| 4             | Sito Barrera      | Barbastro        | 4    |
| 4             | Jaime Mata        | Las Palmas       | 4    |
| 4             | Mikel Oyarzabal   | Real Sociedad    | 4    |
| 4             | Alexander Sørloth | Atlético Madrid  | 4    |
| 4             | Luis Suárez       | Almería          | 4    |
| 10            | Quinze jogadores  | Quinze jogadores | 3    |

## Premiação
| Copa del Rey de 2024–25         |
| ------------------------------- |
| Barcelona Campeão (32.º título) |